# クアンディエン県
クアンディエン県（クアンディエンけん、ベトナム語：Huyện Quảng Điền / 縣廣田）は、ベトナム社会主義共和国のフエに存在する県。面積は165.2 km²、人口は92,750人（2019年）である。

## 行政区画
以下の1市鎮10社から構成される。
- シア市鎮（Sịa / 笮）
- クアンアン社（Quảng An / 廣安）
- クアンコン社（Quảng Công / 廣功）
- クアンロイ社（Quảng Lợi / 廣利）
- クアンガン社（Quảng Ngạn / 廣岸）
- クアンフー社（Quảng Phú / 廣富）
- クアンフオック社（Quảng Phước / 廣福）
- クアンタイ社（Quảng Thái / 廣泰）
- クアンタイン社（Quảng Thành / 廣城）
- クアント社（Quảng Thọ / 廣壽）
- クアンヴィン社（Quảng Vinh / 廣榮）